# Żebbuġ Rangers Football Club
El Zebbug Rangers FC es un equipo de fútbol de Malta que juega en la Primera División de Malta, la segunda liga de fútbol más importante del país.

## Historia
Fue fundado en el año 1943 en la ciudad de Zebbug por Philip Borg, que buscaban refugio a causa de la guerra; John Caruana, que provenía de Cospicua en busca de refugio en Zebbug y Ninu Saliba, el que bautizó al club como Zebbug Rangers FC basado en el famoso equipo escocés Rangers FC. 
Borg decidió que los colores del club fuesen amarillo y verde en vista de que su padre era originario de Zebbug, pero él nació en Floriana y el color de Floriana es verde; y el color amarillo es porque es el color de los autobuses en Zebbug.

## Palmarés
- Segunda División de Malta: 2

2012/13, 2021/22
- Tercera División de Malta: 1

2007/08

## Jugadores

### Jugadores destacados
- Eddie Theobald[2][3]

## Entrenadores
- Jesmond Zammit (??-2014)[4][5]
- Alfonso Greco (2014-??)[5]